# C4orf33
C4orf33 (англ. Chromosome 4 open reading frame 33) – білок, який кодується однойменним геном, розташованим у людей на 4-й хромосомі. Довжина поліпептидного ланцюга білка становить 199 амінокислот, а молекулярна маса — 23 468.
| 10         |  | 20         |  | 30         |  | 40         |  | 50         |
| ---------- |  | ---------- |  | ---------- |  | ---------- |  | ---------- |
| MDFKIEHTWD |  | GFPVKHEPVF |  | IRLNPGDRGV |  | MMDISAPFFR |  | DPPAPLGEPG |
| KPFNELWDYE |  | VVEAFFLNDI |  | TEQYLEVELC |  | PHGQHLVLLL |  | SGRRNVWKQE |
| LPLSFRMSRG |  | ETKWEGKAYL |  | PWSYFPPNVT |  | KFNSFAIHGS |  | KDKRSYEALY |
| PVPQHELQQG |  | QKPDFHCLEY |  | FKSFNFNTLL |  | GEEWKQPESD |  | LWLIEKCDI  |

A: Аланін

C: Цистеїн

D: Аспарагінова кислота

E: Глутамінова кислота

F: Фенілаланін

G: Гліцин

H: Гістидин

I: Ізолейцин

K: Лізин

L: Лейцин

M: Метіонін

N: Аспарагін

P: Пролін

Q: Глутамін

R: Аргінін

S: Серин

T: Треонін

V: Валін

W: Триптофан